# 国王厅

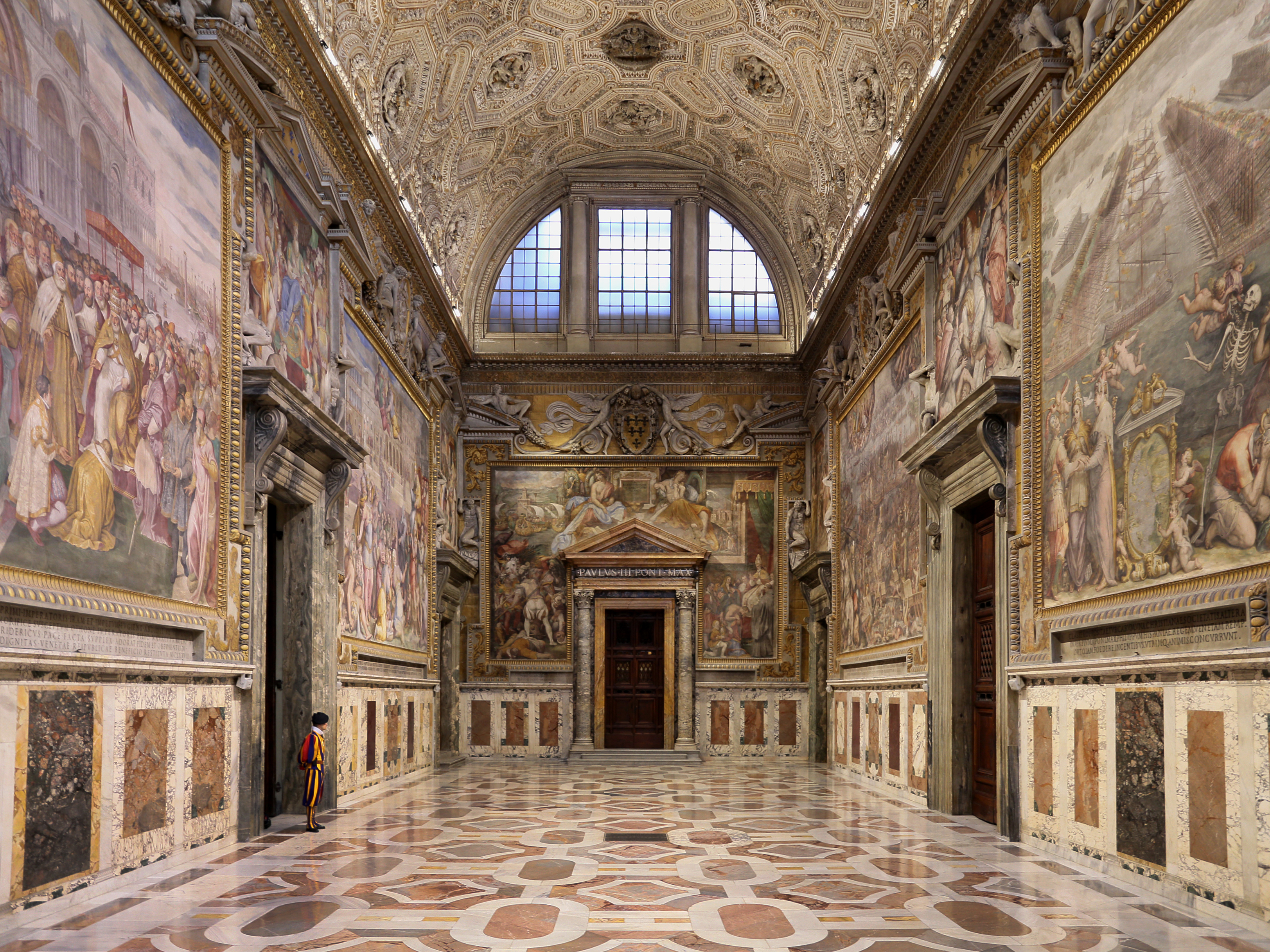
国王厅：大厅的尽头是保禄小堂的入口，右侧通往西斯汀小堂，左侧通往公爵厅

国王厅（Sala Regia）是梵蒂冈宗座宮内的一个宽阔的大厅。 
这个房间确实就是西斯汀小堂的前厅，虽然并非有意如此设计。它还连接到保禄小堂，长长的楼梯称为国王阶梯（Scala Regia）。入口的左边以前是教宗宝座，现在在通往保禄小堂的门前的对面。

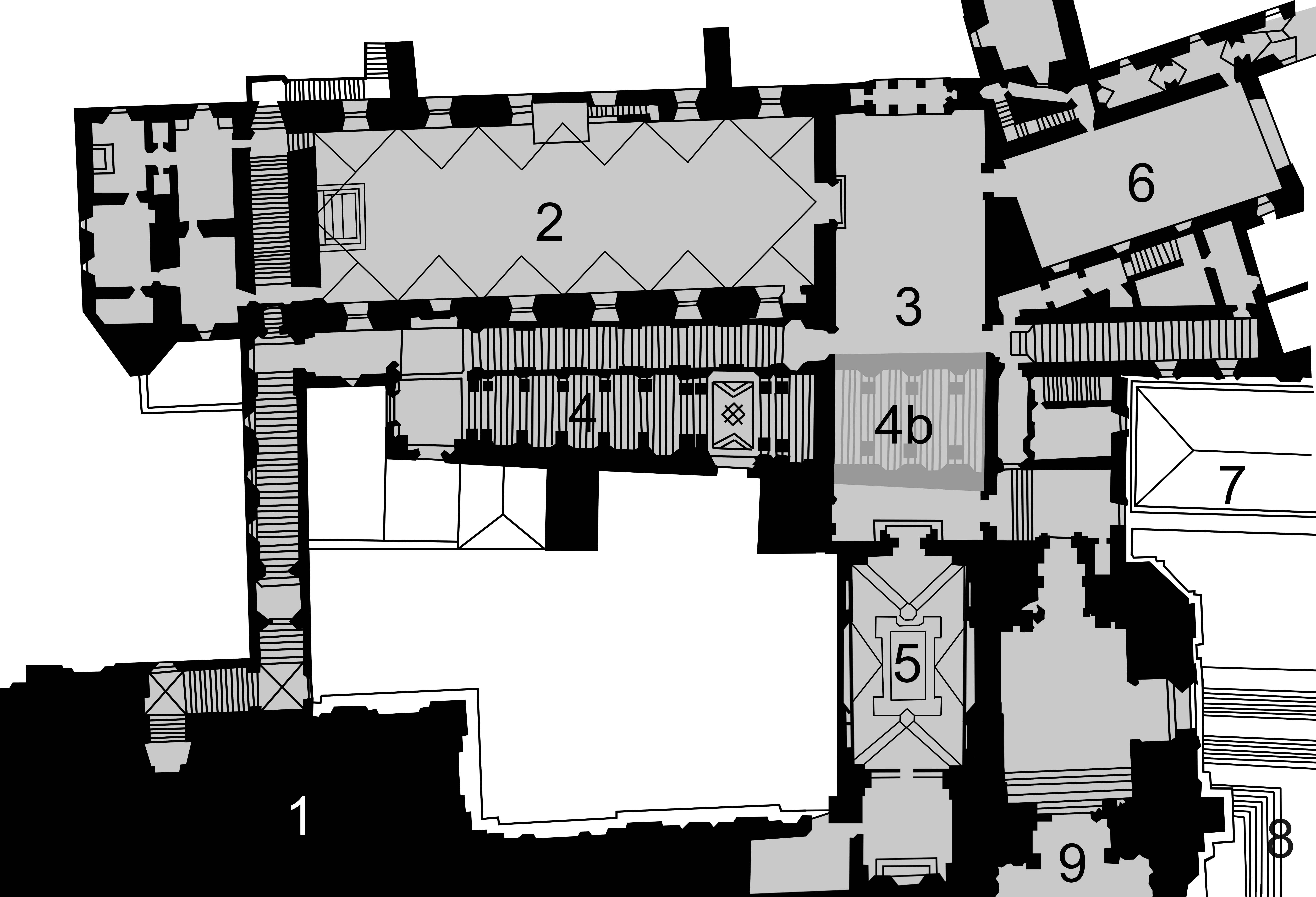
宗座宮地图. 3-国王厅；2- 西斯汀小堂； 5-保禄小堂； 4,4b- 国王阶梯； 8- 圣伯多禄广场

国王厅由教宗保禄三世委托小安东尼奥·达·桑加罗，于1538年开工，1573年才全部完成。它拥有优雅的桶状拱顶，采用令人印象非常深刻的灰泥装饰，由佩里诺·德尔瓦加完成。门上方的粉饰灰泥装饰则是由丹尼尔·达·沃尔特拉完成。到2019年，国王厅和国王阶梯对参观宗座宫的游客开放。
墙上的湿壁画出自利维奥·阿格雷斯蒂、乔尔乔·瓦萨里和塔德西奥·祖卡里之手。这些湿壁画描绘了教会历史上的重要转折点，包括教宗额我略十一世从亚维农返回罗马、勒班陀战役、描绘围绕圣巴托罗缪节大屠杀事件的四幅画，亨利四世，教宗亚历山大三世与腓特烈一世的和解，以及佩德羅二世将国家献给教宗依諾增爵三世。
国王厅最初用于接待王爵和皇家大使，因而得名。教宗御前會議原本在此举行，后来在2016年11月19日转移到圣伯多禄大殿。此处偶尔还会举行音乐会，在教宗选举期间，用作枢机们的长廊。

## 画廊

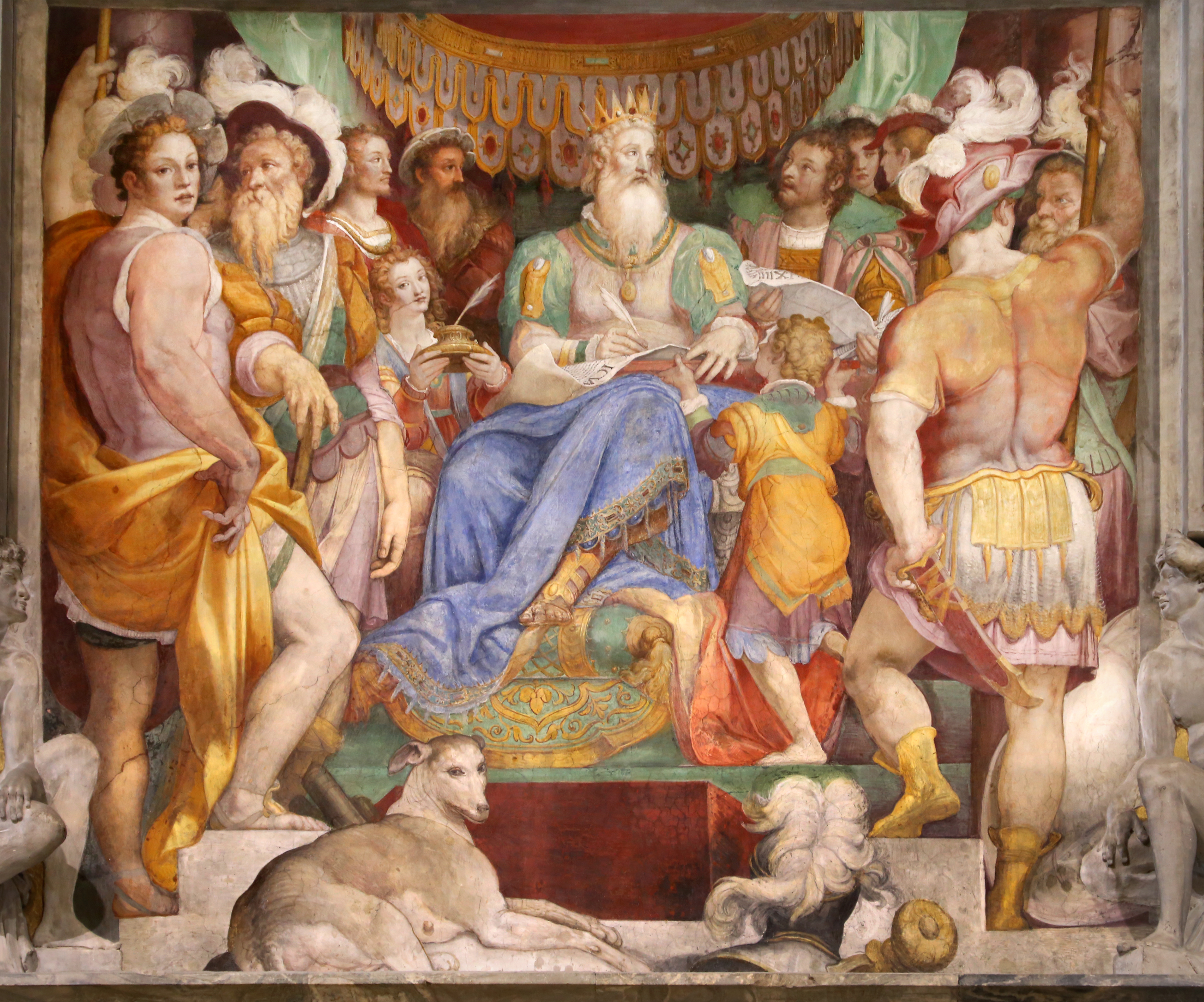
《查理曼确认丕平獻土》，塔德西奥·祖卡里
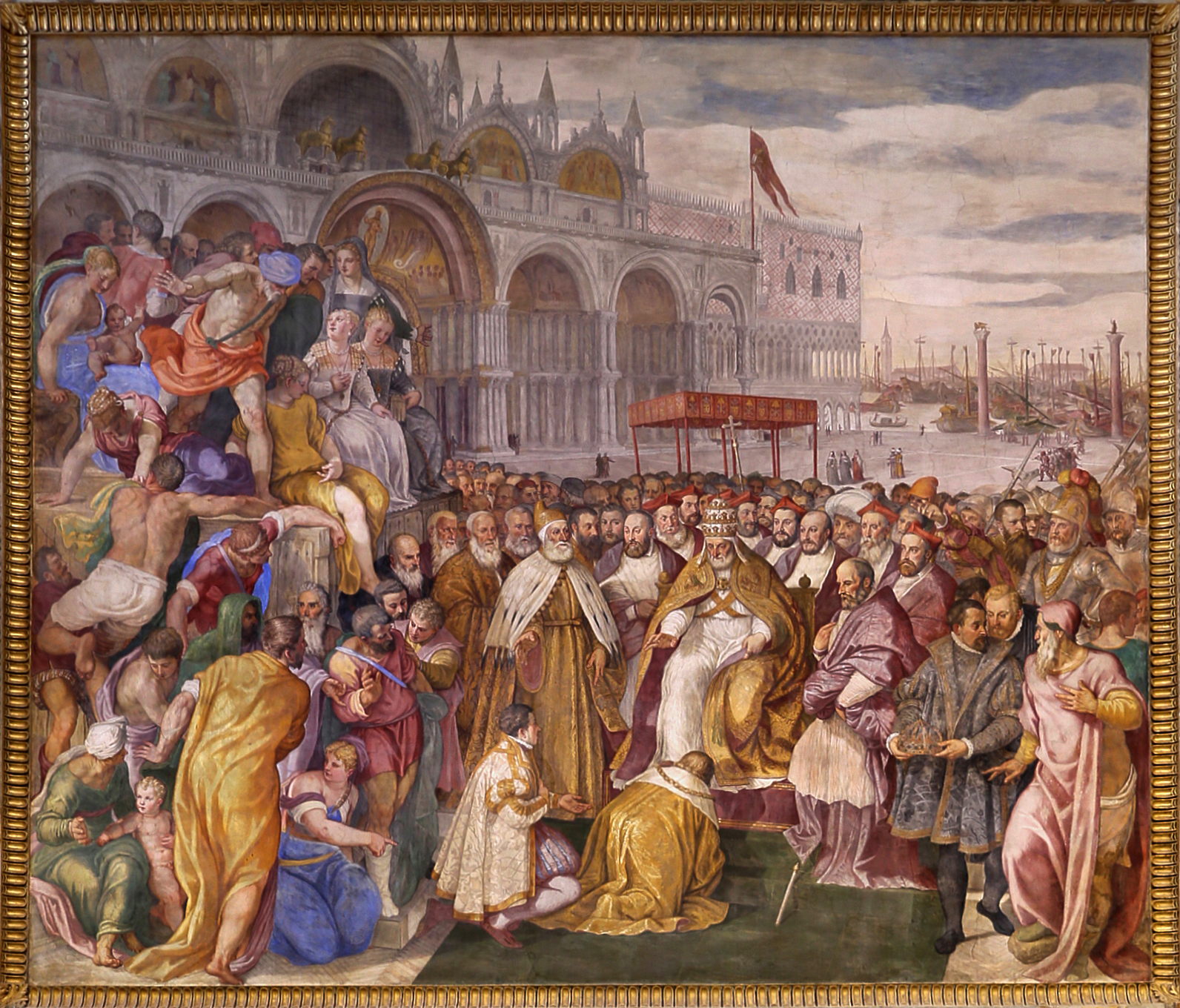
《腓特烈一世在签署威尼斯条约期间向教宗亞歷山大三世求饶》，朱塞佩·萨尔维亚蒂和朱塞佩·波尔塔
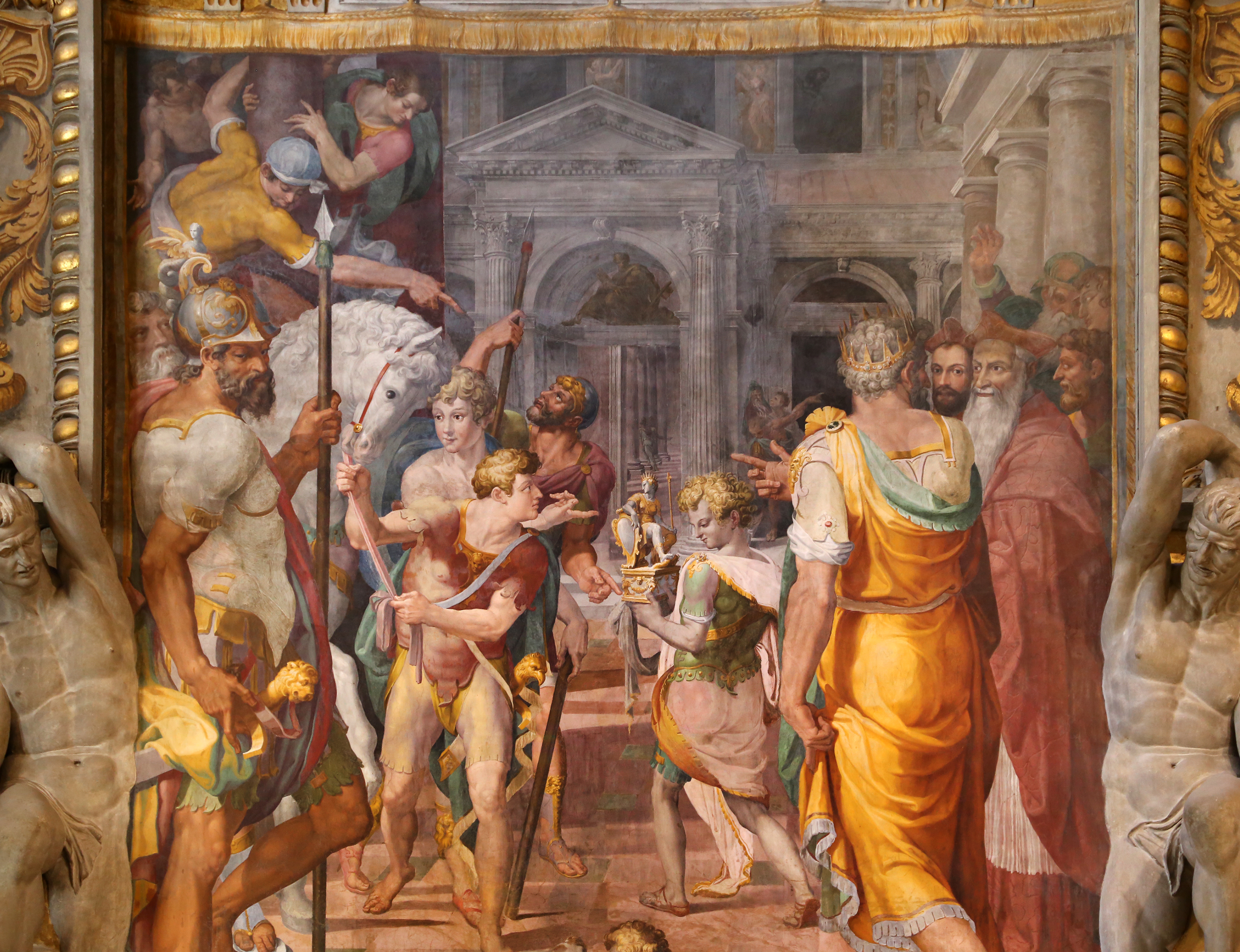
《佩德羅二世将国家献给教宗依諾增爵三世》，利维奥·阿格雷斯蒂
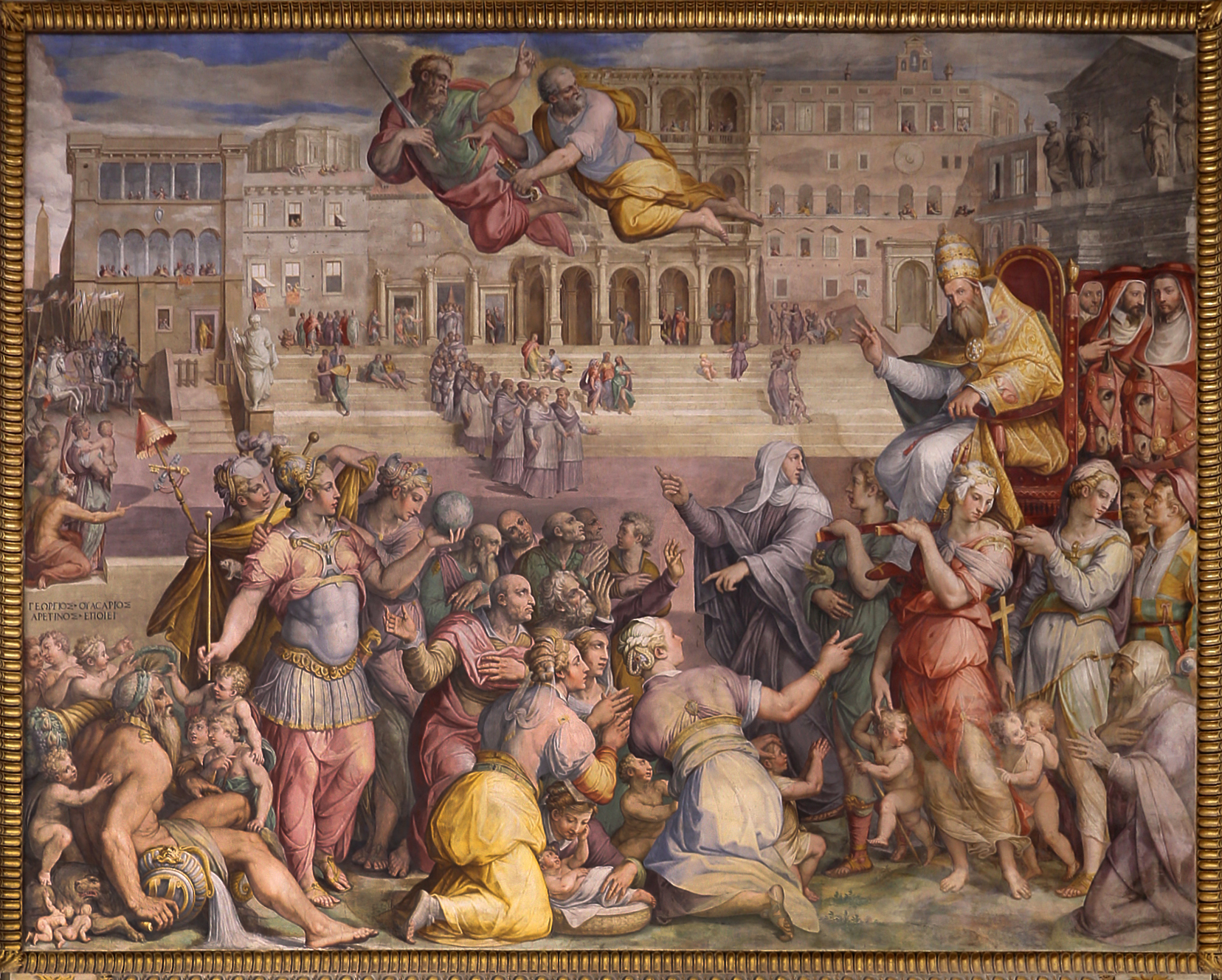
《教宗额我略十一世从亚维农返回罗马》，乔尔乔·瓦萨里
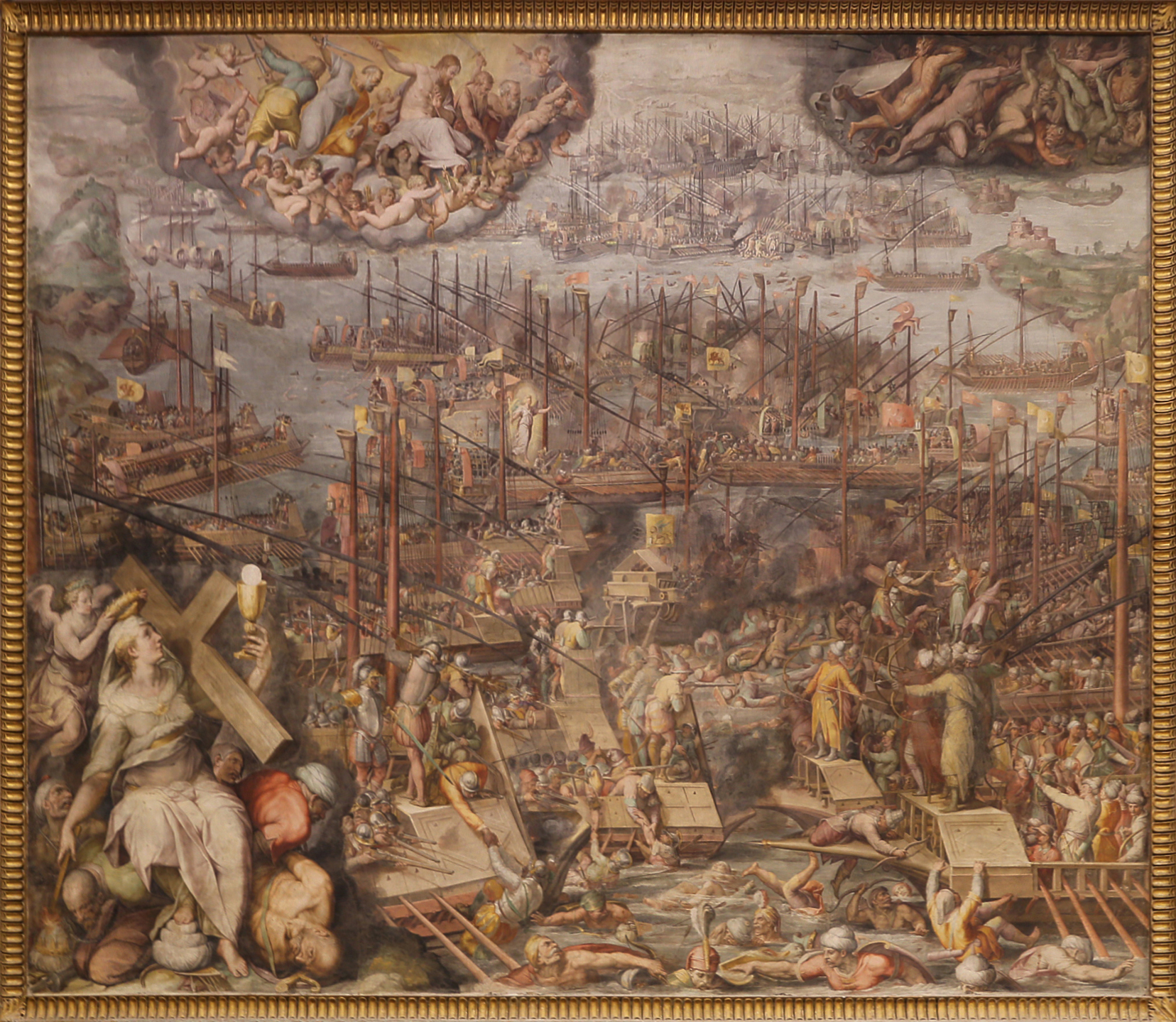
《勒班陀战役》，乔尔乔·瓦萨里
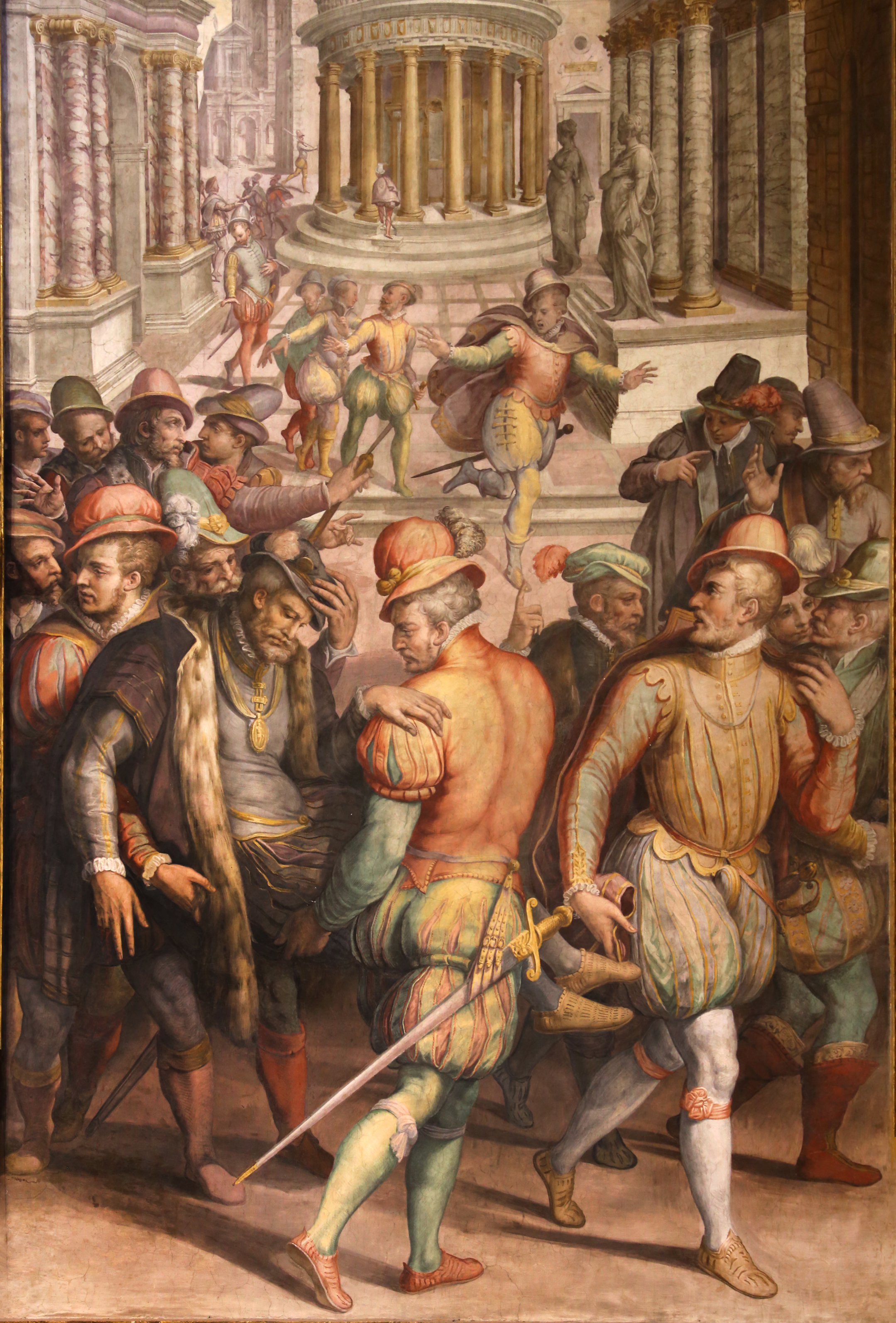
《加斯帕尔·德科利尼将军在圣巴托罗缪节大屠杀前受伤》，瓦萨里
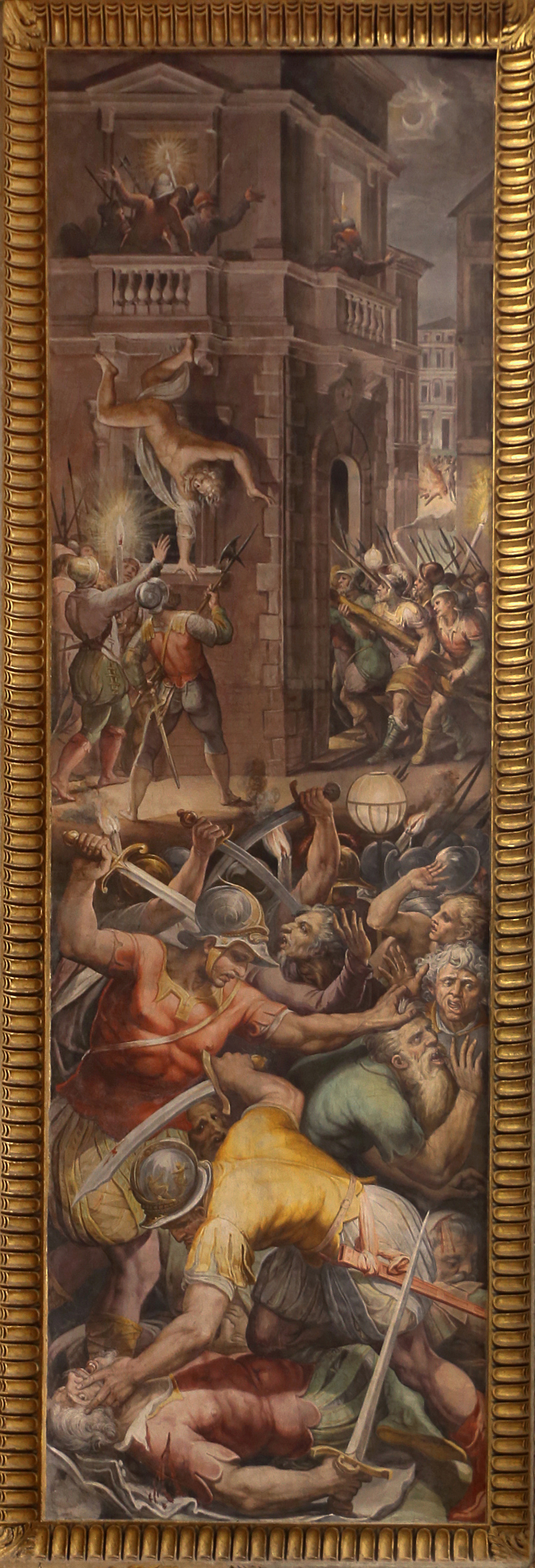
《科利尼与圣巴托罗缪节大屠杀》，瓦萨里
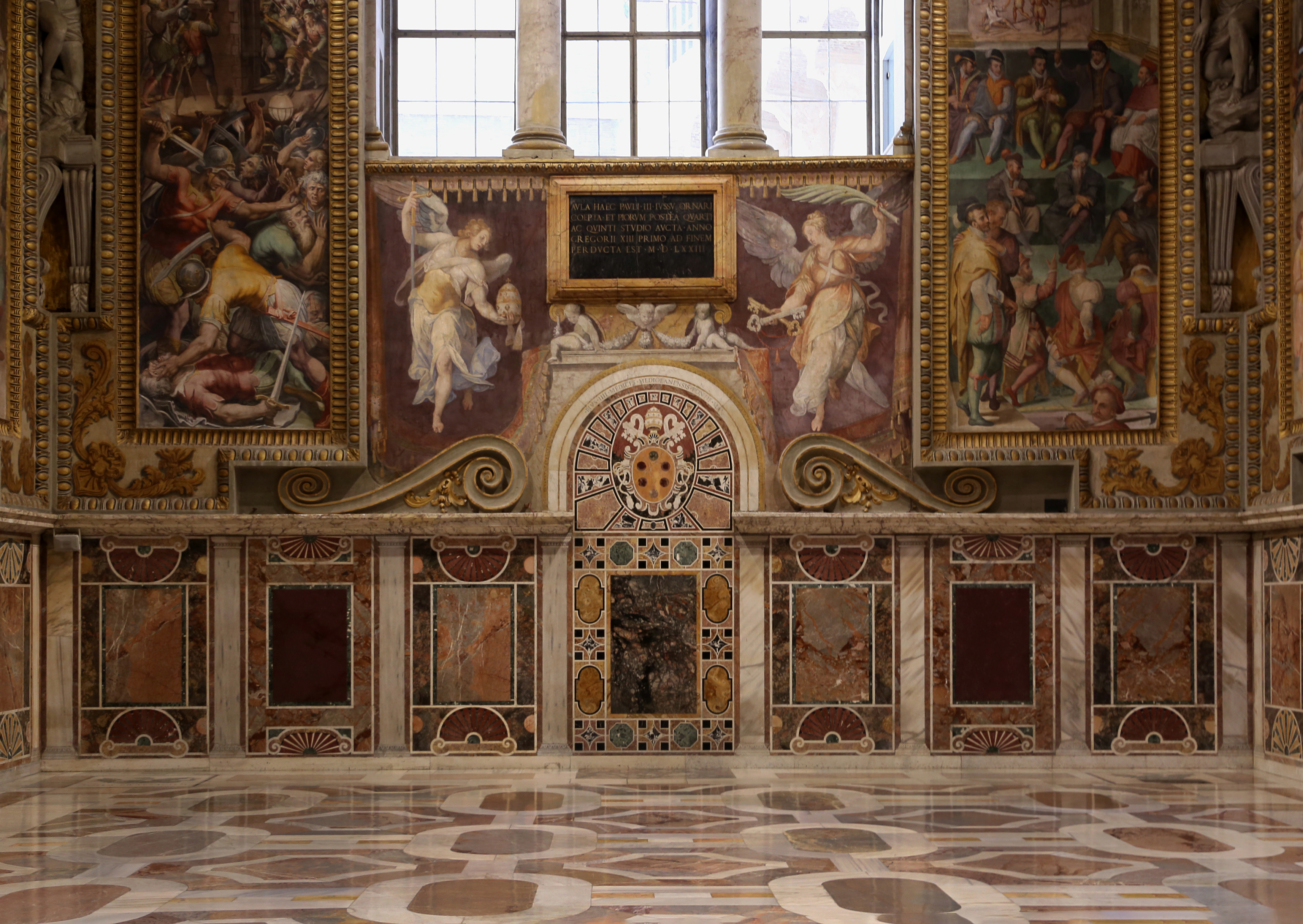
南墙的绘画和大理石
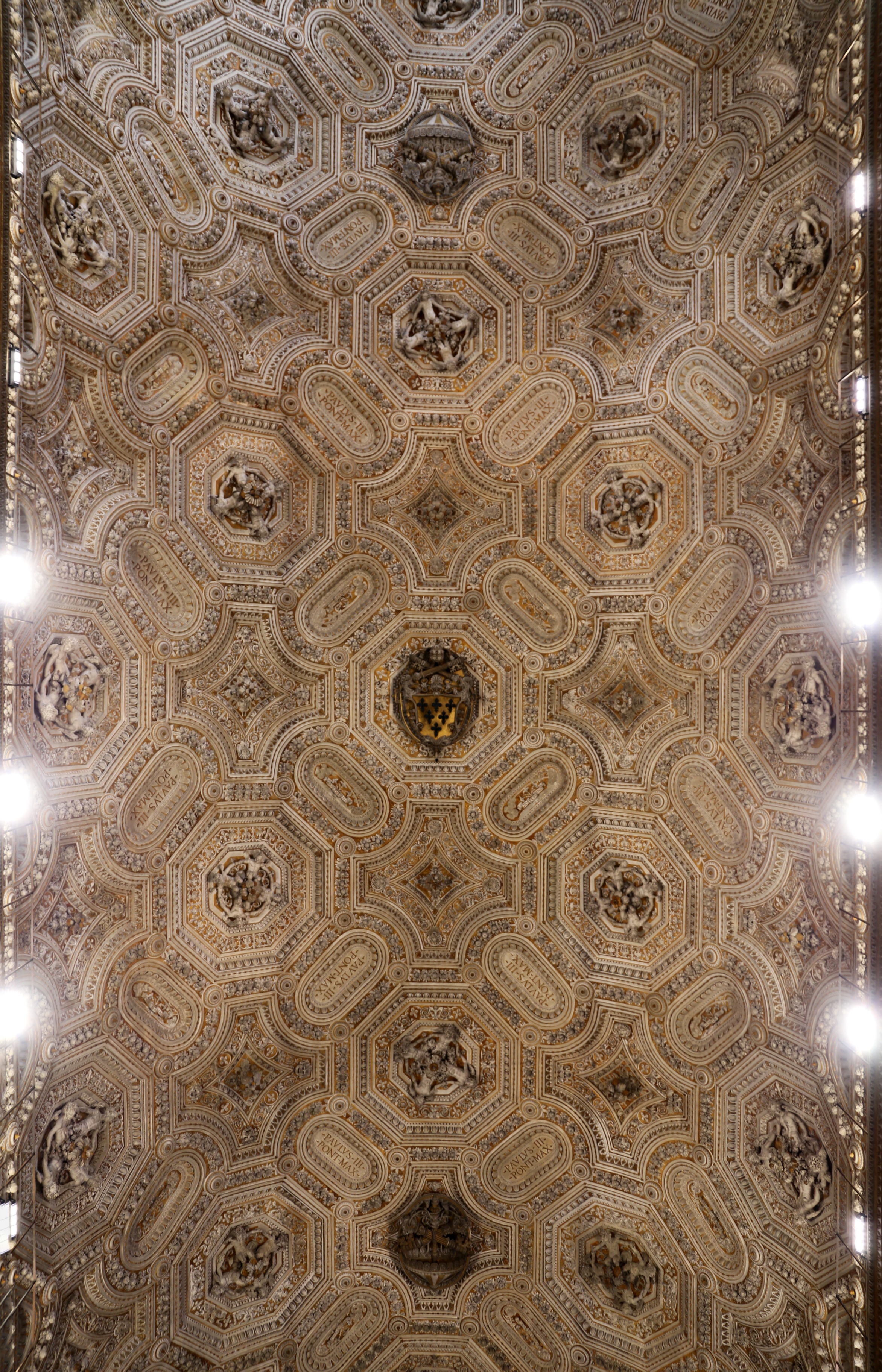
天花板，佩里诺·德尔瓦加